# Красная Гора (Тюменская область)
Красная Гора — деревня в Вагайском районе Тюменской области России. Входит в состав Дубровинского сельского поселения.

## География
Деревня находится на берегу рек Малая и Барташовка.  Автомобильное сообщение.

## Население
| 2010 |
| ---- |
| 25   |